# Титизе-Нойштадт
Титизе-Нойштадт, или Титизее-Нойштадт (нем. Titisee-Neustadt, алем. нем. Titisee-Nöistadt), — город в Германии, курорт, расположен в земле Баден-Вюртемберг.
Подчинён административному округу Фрайбург. Входит в состав района Брайсгау — Верхний Шварцвальд. Население составляет 11 856 человек (на 31 декабря 2010 года). Занимает площадь 89,66 км². Официальный код — 08 3 15 113.
Город подразделяется на 6 районов.